# Liste der dicksten Buchen in Deutschland

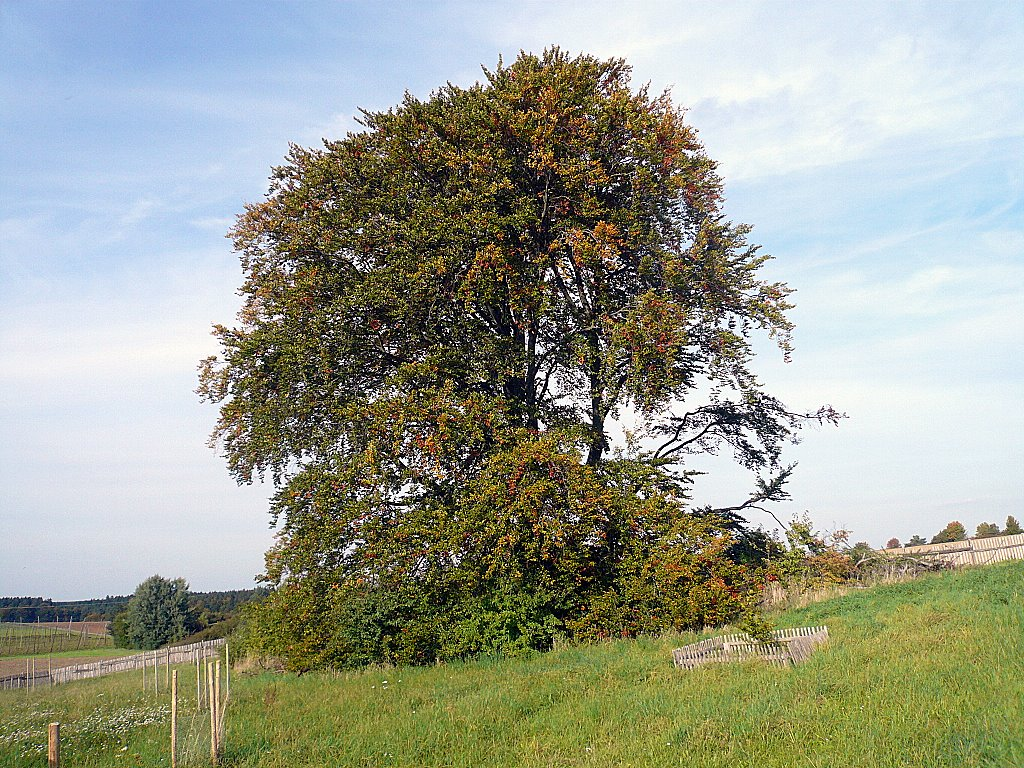
Bavariabuche bei Pondorf – Stammumfang (Taille) 8,88 Meter

Die Liste der dicksten Buchen in Deutschland nennt Buchen (Fagus), deren Stammumfang nach dem Deutschen Baumarchiv ein festgelegtes Maß übersteigt. In einem Meter Höhe gemessen, liegt der Grenzbereich bei 6,5 Metern, an der Stelle des geringsten Umfanges bei 6 Metern. Ab diesem Maß stuft das Deutsche Baumarchiv Buchen als national bedeutsam ein. Zu den 33 Buchen werden jeweils der Ort, das Bundesland, die beiden Umfangsangaben und das geschätzte Alter genannt. Bei allen handelt es sich um Rotbuchen (Fagus sylvatica). Baden-Württemberg hat mit insgesamt elf Starkbuchen die meisten, gefolgt von Bayern mit neun, wobei sechs in der Rhön stehen.
Buchen mit mehr als sieben Meter Stammumfang, an der Stelle des geringsten Umfanges gemessen, sind die Bavariabuche bei Pondorf (8,88 Meter), die Hutebuche bei Scharenstetten (8,10 Meter), die Hutebuche an der Rother Kuppe (7,81 Meter), die Weidbuche am Lailekopf (7,43 Meter), die Fassbuche bei Schwand (7,39 Meter), die Doppelbuche am Lailekopf (7,38 Meter) und die Schinderwasenbuche bei Suppingen (7,08 Meter). Die Buche bei Hofham ist bei einer Höhe von etwa 35 Metern mit über 50 Festmetern die massereichste Buche in Deutschland.

## Erklärung

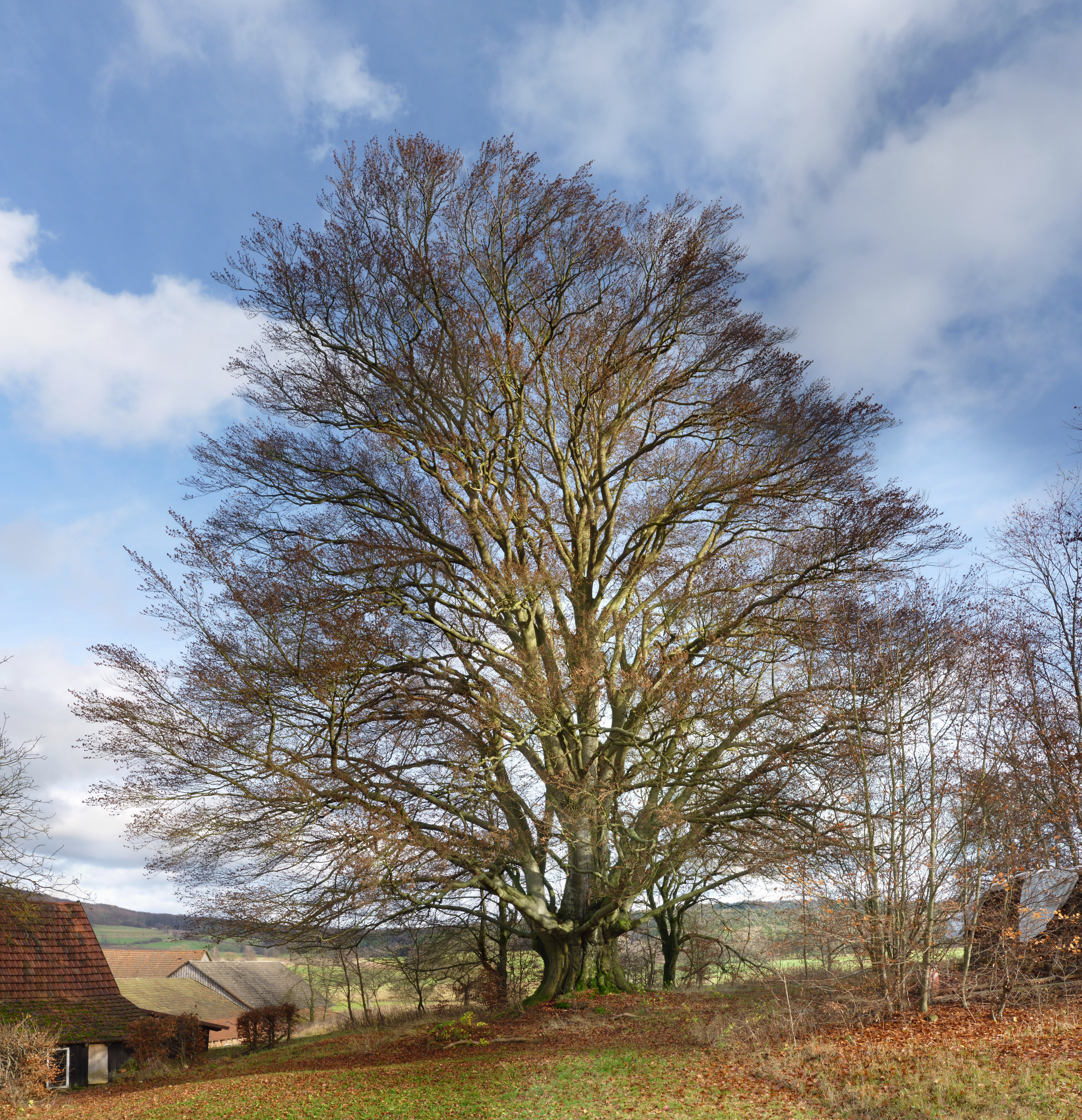
Hannesebuche bei Schönderling – Stammumfang (Taille) 6,19 Meter

- Platz: Nennt den Ranglistenplatz, den die Buche nach dem Stammumfang in der Liste belegt.
- Stammumfang (ein Meter Höhe): Nennt den Stammumfang der Buche in einem Meter Höhe über dem Boden gemessen und das Jahr der Messung. Buchen dieser Größe haben pro Jahr einen Umfangszuwachs von etwa zwei bis drei, in Extremfällen je nach Standortbedingungen, Wuchsform, Klima, Stammform und biografischen Fakten bis zu fünf Zentimetern
- Name: Nennt den Namen der Buche.
- Ort: Nennt den Standort der Buche.
- Land: Abkürzung und Flagge des Bundeslandes, in dem die Buche steht.
- Umfang (Taille): Nennt den Umfang des Stammes an der Stelle seines geringsten Durchmessers (Taille) und das Jahr der Messung.
- Alter: Nennt das geschätzte Alter der Buche. Die Altersschätzung beruht auf dem Stammumfang, dem Standort und den geschichtlichen Überlieferungen.

## Buchen
| Platz | Stammumfang (ein Meter Höhe) | Name                                             | Ort                      | Land | Umfang (Taille)    | Alter (geschätzt) |
| ----- | ---------------------------- | ------------------------------------------------ | ------------------------ | ---- | ------------------ | ----------------- |
| 1     | 9,80 m (Jahr 2000)           | † Bavariabuche (durch Gewitter zerstört 2013)    | Pondorf                  | BY   | 8,88 m (Jahr 2000) | 200–320           |
| 2     | 8,28 m (Jahr 2007)           | Fassbuche                                        | Schwand                  | BY   | 7,39 m (Jahr 2007) | 200–240           |
| 3     | 8,10 m (Jahr 2008)           | Hutebuche                                        | Scharenstetten           | BW   | 8,10 m (Jahr 2008) | 180–220           |
| 4     | 8,10 m (Jahr 2001)           | Hutebuche                                        | Rother Kuppe             | BY   | 7,81 m (Jahr 2007) | 200–240           |
| 5     | 8,03 m (Jahr 2001)           | † Keisers Buche (gefällt 2015)                   | Schwafheim               | NW   | 6,70 m (Jahr 1997) | 240–320           |
| 6     | 7,60 m (Jahr 2006)           | Doppelbuche                                      | Lailekopf                | BW   | 7,38 m (Jahr 2006) | 200–330           |
| 7     | 7,58 m (Jahr 2006)           | Schneitelbuche                                   | Lauenstein               | NI   | 6,20 m (Jahr 2006) | 250–300           |
| 8     | 7,56 m (Jahr 2006)           | Weidbuche                                        | Lailekopf                | BW   | 7,43 m (Jahr 2006) | —                 |
| 9     | 7,50 m (Jahr 1998)           | Buche                                            | Tierpark Hirschfeld      | SN   | 6,72 m (Jahr 2004) | 200–250           |
| 10    | 7,45 m (Jahr 2014)           | Buche an der Lippe                               | Datteln                  | NW   | 7,45 m (Jahr 2014) | —                 |
| 11    | 7,23 m (Jahr 2008)           | Hutebuche                                        | Angelburg                | HE   | 6,93 m (Jahr 2008) | 150–225           |
| 12    | 7,22 m (Jahr 2004)           | Buche                                            | Lutzhorn                 | SH   | —                  | 180–220           |
| 13    | 7,20 m (Jahr 2003)           | Buche                                            | Hofham                   | BY   | 6,18 m (Jahr 2006) | 250–300           |
| 14    | 7,16 m (Jahr 2001)           | † Schinderwasenbuche (durch Sturm zerstört 2008) | Suppingen                | BW   | 7,08 m (Jahr 2003) | 200–300           |
| 15    | 7,14 m (Jahr 2012)           | † Bürgermeisterbuche (gefällt 2019)              | Wieden                   | BY   | 6,39 m (Jahr 2012) | 200               |
| 16    | 7,13 m (Jahr 2006)           | Weidbuche                                        | Utzenfeld                | BW   | 6,93 m (Jahr 2006) | 200–320           |
| 17    | 7,00 m (Jahr 2008)           | † Hutbuche (durch Sturm zerstört 2017)           | Frauenroth               | BY   | 6,86 m (Jahr 2008) | —                 |
| 18    | 6,92 m (Jahr 2007)           | Büchli oder Heusteigbuche                        | Harthausen auf der Scher | BW   | 6,19 m (Jahr 2007) | 150–250           |
| 19    | 6,85 m (Jahr 2001)           | Riesenbuche                                      | Oberbach                 | BY   | 6,60 m (Jahr 2001) | 200–340           |
| 20    | 6,78 m (Jahr 2008)           | Silkebuche                                       | Groß Schönebeck          | BR   | 6,30 m (Jahr 2008) | 180–280           |
| 21    | 6,76 m (Jahr 2008)           | Buche                                            | Sage                     | NI   | 6,59 m (Jahr 2008) | 200–210           |
| 22    | 6,70 m (Jahr 2001)           | Weidbuche                                        | Schönenberg              | BW   | 6,70 m (Jahr 2001) | 200–300           |
| 23    | 6,62 m (Jahr 2006)           | Sichelbacher Hutebuche                           | Kassel                   | HE   | 6,28 m (Jahr 2006) | 180–280           |
| 24    | 6,59 m (Jahr 2006)           | Weidbuche                                        | Lailekopf                | BW   | 6,57 m (Jahr 2006) | —                 |
| 25    | 6,58 m (Jahr 2008)           | Kulthügelbuche                                   | Hohenbüssow              | MV   | 6,57 m (Jahr 2008) | 170–230           |
| 26    | 6,55 m (Jahr 2008)           | Blutbuche                                        | Schloss Cösitz           | ST   | 6,02 m (Jahr 2001) | 140–160           |
| 27    | 6,53 m (Jahr 2006)           | Rotbuche hinter dem Weißen Schloß                | Cossebaude               | SN   | 6,50 m (Jahr 2006) | 180–280           |
| 28    | 6,52 m (Jahr 2006)           | Blutbuche                                        | Krefeld                  | NW   | —                  | 180–190           |
| 29    | 6,51 m (Jahr 2008)           | Hutebuche                                        | Roth vor der Rhön        | BY   | 6,25 m (Jahr 2001) | —                 |
| 30    | 6,50 m (Jahr 2001)           | Weidbuche                                        | Graben                   | BW   | 6,00 m (Jahr 2006) | 200–300           |
| 31    | 6,50 m (Jahr 1996)           | Dicke Buche                                      | Krombach                 | NW   | 5,79 m (Jahr 2002) | 200–220           |
| 32    | 6,50 m (Jahr 2001)           | Weidbuche                                        | Graben                   | BW   | 5,83 m (Jahr 2006) | 200–300           |
| 33    | 6,45 m (Jahr 1998)           | Buche                                            | Fürstenau                | SN   | —                  | 200–270           |
| 34    | 6,44 m (Jahr 2000)           | Frau Buch                                        | Straßberg                | BW   | 5,70 m (Jahr 1998) | 240–280           |
| 35    | 6,35 m (Jahr 2012)           | Hannesebuche                                     | Schönderling             | BY   | 6,19 m (Jahr 2012) | 180–220           |

## Weitere Buchen
Folgende Exemplare entsprechen eventuell den Kriterien dieser Liste, können aber aufgrund mangelnder Messdaten vorerst nicht ergänzt werden:
- Im Ichon-Park in Bremen-Oberneuland steht eine Blutbuche (Fagus sylvatica f. purpurea) mit einem Umfang von 6,74 m in 50 cm Höhe (2021) und wurde ca. 1840 (± 20) gepflanzt.[3]